# كيث برايس
كيث برايس (بالإنجليزية: Keith Price)‏ هو لاعب كرة قدم أمريكية ولاعب كرة القدم الكندية أمريكي، ولد في 28 يونيو 1991 في لوس أنجلوس في الولايات المتحدة.